# کایزرزش
شهر کایزرزکس (به آلمانی: Kaisersesch) در ایالت راینلند-فالتز در کشور آلمان واقع شده است.